# Campeonato Chileno de Futebol de 1989 - Segunda Divisão
O Campeonato Chileno de Futebol de Segunda Divisão de 1989 foi a 38ª edição do campeonato do futebol do Chile, segunda divisão, no formato "Primera B". Em turno e returno os 24 clubes jogam em dois grupos (Norte e Sul). Os seis melhores de cada grupo são classificados para o grupo de ascenso (ainda regionalizado em Norte e Sul) enquanto os seis piores também vão para um grupo de descenso regionalizado. Os dois primeiros colocados de cada grupo são promovidos para o Campeonato Chileno de Futebol de 1990 e jogam a final. Os dois últimos colocados de cada grupo jogavam uma partida em que o perdedor era rebaixado para o Campeonato Chileno de Futebol de 1990 - Terceira Divisão.

## Participantes
| Equipe                              | Cidade                     | Região                           | No ano anterior                                                      | Estádio                                       | Capacidade | Títulos              | Participações |
| ----------------------------------- | -------------------------- | -------------------------------- | -------------------------------------------------------------------- | --------------------------------------------- | ---------- | -------------------- | ------------- |
| Deportes Iberia                     | Los Ángeles                | Região de Bío-Bío                | Quarto Lugar (Ascenso Sul)                                           | Estádio Municipal de Los Ángeles              | 5.000      | 0 (não possui)       | 35            |
| Deportes Linares                    | Linares                    | Região de Maule                  | Oitavo Lugar (Descenso Sul)                                          | Estádio Fiscal de Linares                     | 7.000      | 0 (não possui)       | 29            |
| Club de Deportes Ovalle             | Ovalle                     | Região de Coquimbo               | Nono Lugar (Descenso Norte)                                          | Estádio Municipal de Ovalle                   | 8.000      | 0 (não possui)       | 24            |
| Club Deportivo Provincial Osorno    | Osorno                     | Região de Los Lagos              | Quinto Lugar (Ascenso Sul)                                           | Estádio Municipal Rubén Marcos Peralta        | 12.000     | 0 (não possui)       | 7             |
| Club de Deportes Puerto Montt       | Puerto Montt               | Região de Los Lagos              | Sétimo Lugar (Descenso Sul)                                          | Estádio Regional de Chinquihue                | 5.300      | 0 (não possui)       | 7             |
| Club Provincial Curicó Unido        | Curicó                     | Região de Maule                  | Sexto Lugar (Ascenso Sul)                                            | Estádio La Granja                             | 8.000      | 0 (não possui)       | 14            |
| Club de Deportes Coquimbo Unido     | Coquimbo                   | Região de Coquimbo               | Terceiro Lugar (Ascenso Norte)                                       | Estádio La Pampilla                           | ---        | 2 (1962, 1977)       | 23            |
| Cobreandino                         | Los Andes                  | Região de Valparaíso             | Oitavo Lugar (Descenso Norte)                                        | Estádio Regional de Los Andes                 | 2.500      | 1 (1985)             | 32            |
| Club de Deportes Antofagasta        | Antofagasta                | Região de Antofagasta            | Sétimo Lugar (Descenso Norte)                                        | Estádio Regional de Antofagasta               | 26.339     | 1 (1968)             | 12            |
| Club de Deportes Santiago Wanderers | Valparaíso                 | Região de Valparaíso             | Quarto Lugar (Ascenso Norte)                                         | Estádio Elías Figueroa Brander                | 23.000     | 1 (1978)             | 8             |
| Club de Deportes Regional Atacama   | Copiapó                    | Região de Atacama                | Décimo Lugar (Descenso Norte)                                        | Estádio Luis Valenzuela Hermosilla            | 8.000      | 0 (não possui)       | 7             |
| Club de Deportes Unión La Calera    | La Calera                  | Região de Valparaíso             | Décimo Primeiro Lugar (Descenso Norte)                               | Estádio Municipal Nicolás Chahuán Nazar       | 10.000     | 2 (1961, 1984)       | 21            |
| Club Deportivo Arica                | Arica                      | Região de Tarapacá               | Segundo Lugar (Ascenso Norte)                                        | Estádio Carlos Dittborn                       | 10.000     | 1 (1981)             | 8             |
| Club de Deportes Ñublense           | Chillán                    | Região de Bío-Bío                | Décimo Lugar (Descenso Sul)                                          | Estádio Bicentenário Municipal Nelson Oyarzún | 12.000     | 1 (1976)             | 24            |
| Club de Deportes Temuco             | Temuco                     | Região de Araucanía              | Segundo Lugar (Ascenso Sul)                                          | Estádio Municipal Germán Becker               | 20.930     | 0 (não possui)       | 6             |
| Club Deportivo General Velásquez    | San Vicente de Tagua Tagua | Região de O'Higgins              | Nono Lugar (Descenso Sul)                                            | Estádio Municipal Augusto Rodríguez           | 3.000      | 0 (não possui)       | 5             |
| Club Deportivo Magallanes           | Maipú                      | Região Metropolitana de Santiago | Sexto Lugar (Ascenso Norte)                                          | Estádio Independência                         | 13.500     | 0 (não possui)       | 7             |
| Audax Club Sportivo Italiano        | La Florida                 | Região Metropolitana de Santiago | Décimo Segundo Lugar (Descenso Norte)                                | Estádio Municipal de La Florida               | 12.000     | 0 (não possui)       | 8             |
| Colchagua Club de Deportes          | San Fernando               | Região de O'Higgins              | Décimo Primeiro Lugar (Descenso Sul)                                 | Estádio Municipal Jorge Silva Valenzuela      | 5.900      | 0 (não possui)       | 26            |
| Club de Deportes Lota Schwager      | Coronel                    | Região de Bío-Bío                | Terceiro Lugar (Ascenso Sul)                                         | Estádio Municipal Federico Schwager           | 18.500     | 2 (1969, 1986)       | 12            |
| Club Deportivo San Luis             | Quillota                   | Região de Valparaíso             | Quinto Lugar (Ascenso Norte)                                         | Estádio Municipal Lucio Fariña Fernández      | 7.500      | 3 (1955, 1958, 1980) | 21            |
| Club Deportivo Soinca Bata          | Melipilla                  | Região Metropolitana de Santiago | Acesso pelo Campeonato Chileno de Futebol de 1988 - Terceira Divisão | Estádio Soinca Bata                           | xxxx       | 0 (não possui)       | 3             |
| Club Deportivo Palestino            | La Cisterna                | Região Metropolitana de Santiago | Rebaixado do Campeonato Chileno de Futebol de 1988                   | Estádio Santa Laura                           | 22.375     | 2 (1952, 1972)       | 5             |
| Club Universidad de Chile           | Santiago                   | Região Metropolitana de Santiago | Rebaixado do Campeonato Chileno de Futebol de 1988                   | Estádio Nacional de Chile                     | 55.100     | 2 (1936, 1937)       | 4             |

## Campeão
| Campeão Chileno Segunda Divisão 1989                        |
| ----------------------------------------------------------- |
| Club Social de Deportes Rangers (Talca) (1º título) Campeão |